# North Battle Mountain
North Battle Mountain é uma comunidade não incorporada no condado de Lander, estado do Nevada, nos Estados Unidos.
North Battle Mountain fica localizada no terminus norte final da Nevada State Route 806, a 8 quilómetros de nordeste de  Battle Mountain.